# Xis (cantor)
Não confundir com o rapper brasiliense X.
Marcelo Santos, mais conhecido pelo nome artístico Xis (São Paulo, 24 de novembro de 1972), é um rapper brasileiro.

## Biografia
Nascido na Vila Formosa e criado em Itaquera, bairros da zona leste da capital paulista, filho de um ex-gari e uma funcionária da Febem. Subiu ao palco pela primeira vez em 1986, num festival na escola. Deu início à sua carreira musical no final dos anos 80. Em 1989 criou o grupo de rap DMN. Na época, atendia pela apelido de X-Ato. Xis permaneceu tocando com o DMN até 1997. Com o grupo participou da lendária coletânea Consciência Black volume 2, disco lançado pela gravadora e equipe de baile Zimbabwe em 1992. Produziu o disco Cada Vez Mais Preto em 1994 pelo DMN, disco que foi gravado no estúdio do DJ Cuca em São Paulo. Seu ultimo show com a banda foi no lançamento do disco Sobrevivendo no Inferno do grupo de Racionais MCs no Ginásio do Sport Club Corinthians em dezembro de 1997.
Xis seguiu em carreira solo no mesmo ano de 1997, ao gravar o single De Esquina, em parceria com o rapper Dentinho com produção musical do DJ Hum.
Em 1999, lançou Seja Como For, seu primeiro disco solo pela gravadora 4P, que é uma sigla e significa "Poder Para o Povo Preto", em parceria com o DJ KL Jay, do grupo Racionais MC's. O álbum vendeu 50 mil cópias. O sucesso do disco foi impulsionado pela música Us Mano e As Mina, que rendeu a Xis o prêmio de "Melhor Videoclipe de Rap" no Video Music Brasil da MTV Brasil em 2000. A música Us Mano e As Mina teve uma repercussão nacional favorável, e nos anos decorrentes foi tocada consideravelmente em festas de Hip Hop, como por exemplo a Makossa Baile Black, um evento cultural de destaque na cena do Hip Hop Brasiliense.
Em 2001, lançou seu segundo álbum solo, Fortificando a Desobediência, pela Warner Music. O disco rendeu a Xis mais um prêmio como "Melhor Videoclipe de Rap" no Video Music Brasil da MTV, desta vez com a música Chapa o Coco. Fortificando a Desobediência foi produzido por Tom Capone nos Estúdios Toca do Bandido no Rio de Janeiro, e inclui as canções Sonho Meu, Tudo Por Você Também e Pá Doido Pirar. A faixa que dá titulo ao disco foi gravada na cidade de Havana em Cuba e tem a participação dos rappers Telmary, Papo Record e Primeira Base.
Xis tocou em Cuba no Festival Havana Hip Hop. Nos EUA e Espanha na cidade de Barcelona no Festival Brasil no Ar.
Idealizou e produz o campeonato HIP HOP DJ desde 1997. Idealizou e produziu o Festival Agosto Negro e a Liga dos MCs SP x RJ no Sesc Pompéia.
Participou da segunda edição da Casa dos Artistas, em 2002.
Apresentou o programa jovem “Blog 21” no Canal 21 ao lado do humorista Felipe Xavier e Paola de Orleans e Bragança. Entrevistou Elza Soares, Paulo Cesar Pereio, Trio Virgulino, Sandro Dias, José Mojica e mais de uma centena de personalidades para o programa de entrevistas Combo Fala + Joga pela PlayTV em 2008.
A partir de 2005, apresentou o programa Hip Hop Mix na Rede Mix FM de Radio e Mix TV.
Produziu e apresentou o GET UP Joven Pan na Jovem Pan FM.
Em 2009, se filiou ao PPS.
Em 2019, Xis for nomeado o novo assessor de hip hop da Secretaria Municipal de Cultura de São Paulo.

## Discografia
| Ano  | Título                       | Gravadora         |
| ---- | ---------------------------- | ----------------- |
| 1992 | Consciência Black Volume 2   | Zimbabwe          |
| 1994 | Cada Vez Mais Preto          | Zimbabwe          |
| 2000 | Seja Como For                | 4P Discos         |
| 2001 | Fortificando a Desobediência | WEA Music         |
| 2001 | Xis apresenta Hip Hop SP     | Xapaê / 4P Discos |
| 2008 | Xistape Volume 1             | Manos Da Música   |
| 2015 | Xistape Volume 2             | Manos Da Música   |
| 2020 | Arquivo Xis                  | 4P Discos         |

## Prêmios
Video Music Brasil
- 2000 - "Melhor Videoclipe de Rap" VMB MTV Brasil (Us Mano e As Mina).
- 2000 - "Melhor Grupo de Rap" Prêmio Porte Ilegal.
- 2002 - "Melhor Videoclipe de Rap" VMB MTV Brasil (Chapa o Coco).
- 2003 - "Mellhor Rap Nacional" DJ Sound 2003.
- 2008 - "Melhor Disco Independente" Prêmio Dinamite (Xistape Volume 1).